# El Niño (loterij)
El Niño is de naam van een speciale, jaarlijkse loterijtrekking of Driekoningenloterij op 6 januari van de Lotería Nacional (Nationale Loterij van Spanje) in Spanje. Deze spaanse Driekoningenloterij wordt door veel mensen El Niño genoemd, vanwege de kleinere jackpot in vergelijking met de Kerstloterij of El Gordo, die een grote jackpot kent.
El Niño betekent in het spaans Het Kindje of Het Kleintje. De jackpot van El Niño is vergeleken met die van El Gordo dus een kindje of een kleintje.
De Lotería Nacional organiseert wekelijks loterijen in Spanje, El Niño is echter een bijzondere Driekoningenloterij. 
Deze spaanse Driekoningenloterij wordt ook wel Sorteo Extraordinario De El Niño genoemd oftewel Bijzondere Loterijtrekking Van Het Kleintje.

## Geschiedenis
El  Niño wordt door de Spaanse overheid georganiseerd sinds 1941.
De eerste officiële trekking vond plaats in 1941. Sinds 1999 vindt de Driekoningenloterij of El Niño plaats op 6 januari, een nationale feestdag in Spanje. Voorheen was de loterijtrekking op 5 januari.
De winstkans bij Driekoningenloterij El Nino is groter dan bij Kerstloterij El Gordo, omdat er veel meer lagere prijzen worden uitgekeerd.

## Populariteit
El Niño is ook erg populair onder de Spanjaarden, elk jaar doen dan ook veel Spanjaarden mee aan deze spaanse Driekoningenloterij. Veel deelnemers en winnaars aan de Kerstloterij of  El Gordo nemen ook weer deel aan El Niño. 

## Organisatie
De loten van de spaanse Driekoningenloterij of El Niño zijn verdeeld in series.
Een lotnummer komt terug in elke serie. Loten kunnen weer zijn onderverdeeld in tienden, een tiende deel oftewel een Décimo in het spaans.
Het beheer van de spaanse Driekoningenloterij is in handen van S.L. Loterías Y Apuestas Del Estado.
De spaanse Driekoningenloterij wordt net als alle andere loterijen van de Lotería Nacional georganiseerd door de spaanse overheid. Prijzen worden belastingvrij uitgekeerd.
Daarnaast wordt 70% van het prijzengeld uitgekeerd.
De spaanse overheid besteed de opbrengst van de Driekoningenloterij of El Niño aan sociale, goede doelen.
De prijs voor een Décimo lot, een tiende deel, in 2012 is 40 euro. 
Loten zijn te koop bij verkooppunten of sinds 1996 ook online op internet op de website van de Nationale Loterij van Spanje. Een voordeel van het bestellen van een lot op internet is, dat men zelf het lotnummer of eindcijfer kan bepalen. Deze website is beschikbaar in het Spaans en in het Engels.

## Prijzengeld
In 2012 wordt voor ruim 840 miljoen euro aan prijzengeld uitgekeerd in El Niño.

## Trivia
- De Lotería Nacional organiseert diverse loterijen en trekkingen in Spanje.
- Ook organiseert de Lotería Nacional naast de Driekoningenloterij of El Niño ook elk jaar op 22 december een andere speciale loterijtrekking, namelijk El Gordo (in het Nederlands vertaald De Dikke of De Vette).

Deze loterijtrekking El Gordo wordt zo genoemd, omdat het prijzengeld vergeleken met de Driekoningenloterij of El Niño veel groter is.
- Ook organiseert de Lotería Nacional elk jaar El Gordo De Verano (De Vette Van De Zomer), waarvan de loterijtrekking in de eerste week van juli plaatsvindt.